# Holothrix longicornu
Holothrix longicornu là một loài thực vật có hoa trong họ Lan. Loài này được G.J.Lewis mô tả khoa học đầu tiên năm 1938.